# Steninge
Steninge is een plaats in Zweden, in de gemeente Halmstad in het landschap Halland en de provincie Hallands län. De plaats heeft 769 inwoners (2005) en een oppervlakte van 161 hectare.